# شبيب المهندي
شبيب المهندي لاعب كرة قدم قطري، ولد في (28 نوفمبر 2002) لعب سابقاً في نادي الخور.